# طوابع البريد والتاريخ البريدي لكندا

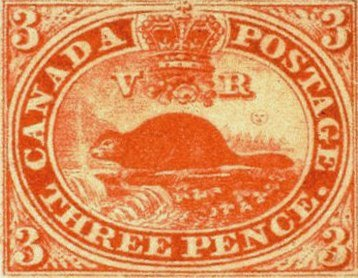
طابع "قندس الثلاثة بنسات" لعام 1851

يتعلق تاريخ البريد والطوابع في كندا ببريد الأقاليم التي شكلت كندا. قبل الاتحاد الكندي أصدرت مستعمرات كولومبيا البريطانية وجزيرة فانكوفر وجزيرة الأمير إدوارد ونوفا سكوشا ونيو برونزويك ونيوفاوندلاند طوابع بريدية بأسمائها. ينقسم تاريخ البريد إلى أربع فترات رئيسية وهي: السيطرة الفرنسية (1604-1763) والسيطرة البريطانية (1763-1841) والسيطرة الحكومية الاستعمارية (1841-1867) وكندا منذ عام 1867.

## الأصول
في سانت جونز في نيوفاوندلاند في 3 من أغسطس عام 1527 أُرسلت أول رسالة معروفة من أمريكا الشمالية. أثناء وجوده في سانت جونز كتب جون روت رسالة إلى الملك هنري الثامن حول اكتشافاته ورحلته المخطط لها. وجاء في جزء من الرسالة ما يلي: "يسرّ جلالتكم الموقرة أن تسمعوا أنّ خادمكم جون روت وجميع رفاقه هنا بصحة جيدة ولله الحمد". وخاتمة الرسالة:
في اليوم الثالث من أغسطس دخلنا ميناءً جيدًا يُدعى سانت جون. وهناك وجدنا سفينة إليوين سيل النورماندية وسفينة بريتان وسفينتين برتغاليتين جميعها لصيد الأسماك. وهكذا نحن مستعدون للانطلاق نحو كاب دي براس أي ما يقارب 25 فرسخًا حالما ننتهي من الصيد وهكذا على طول الساحل حتى نلتقي برفاقنا. وهكذا بكل اجتهادٍ في داخلي نحو أجزاء من تلك الجزر التي سنكون على وشك المغادرة منها. وهكذا يحفظكم الرب ويحفظنا أيها السيد المحترم وجميع رفاقكم المحترمين. في ميناء سانت جون في اليوم الثالث من أغسطس كتب خادمكم جون روت في عام 1527 كل ما في وسعه.

## السيطرة الفرنسية
أول إشارة إلى خدمة بريدية تعود إلى عام 1705 وتحديدًا إلى "الساعي الأول" بيدرو دا سيلفا الذي كان ينقل برقيات الحاكم بالقوارب، بالإضافة إلى رسائل خاصة (مقابل رسوم). اقتُرح نظام بريدي منتظم عام 1721 ولكنه كان مكلفًا للغاية آنذاك ولم يُنشأ إلا عام 1734 عندما شُق طريق بين مونتريال وكيبيك. أُنشئت مراكز بريدية على مسافات تسعة ميل (14 كـم) أو نحو ذلك بالإضافة إلى العبارات عبر الأنهار. كانت الرسوم عشرة سولات بين المدينتين الرئيسيتين وخمسة سولات إلى تروا ريفيير في كيبيك.

## السيطرة البريطانية
استولى البريطانيون على مونتريال في عام 1760 وبعد فترة وجيزة أسسوا نظام بريد عسكري تعامل مع الرسائل بين كيبيك ومونتريال ومن مونتريال إلى ألباني في نيويورك.
مهدت معاهدة السلام لعام 1763 الطريق لتأسيس مركز بريد مدني. قام مديرا البريد العامان للمستعمرات الأمريكية بنجامين فرانكلين وويليام فوكسكروفت بمسح طريق بين نيويورك وكيبيك، وأسندا مهمة البريد من كيبيك إلى مونتريال إلى هيو فينلي الذي كان يقدم خدمة أسبوعية بتكلفة ٨ بنسات للرسالة. استغرق البريد إلى نيويورك أسبوعين بتكلفة شلن واحد تقريبًا. حققت الخدمة نجاحًا باهرًا حيث ازدادت خدمة البريد من كيبيك إلى مونتريال إلى مرتين أسبوعيًا ثم توسعت لتشمل سكينزبورو.
عطّلت الحرب الثورية الأمريكية البريد إلى نيويورك وأظهرت أيضًا ضعفًا في عدم وجود طريق بريطاني بالكامل إلى هاليفاكس في نوفا سكوشا. وفي عام 1787 أُنشيء طريق معقد يمر عبر ريفيير دو لوب وفريدريكتون وديجبي وأنابوليس. وكان لدى كندا العليا طريقها الخاص نصف الشهري عبر كينغستون ونياغرا وديترويت وحتى ميشيليماكيناك على بحيرة هورون.
استُخدمت الطوابع البريدية منذ عام 1764 بعد أن عرّف فرانكلين فينلي عليها. كانت أقدم العلامات عبارة عن أسماء مدن بخط مستقيم. وكما هو معتاد في تلك الفترة أدخلت هيئة البريد أنظمةً أكثر تعقيدًا لرسوم البريد اعتمادًا على الوجهة والمسافة. وفي عام 1840 اقترح رولاند هيل سعرًا موحدًا لبريطانيا العظمى يمكن دفعه مسبقًا باستخدام طوابع البريد. وفي 25 مايو 1849 قررت الجمعية التشريعية الكندية اعتماد استخدام الطوابع في مقاطعة كندا.

## الحكومات الاستعمارية
تعاونت المستعمرات في إدارة النظام البريدي محليًا بعد توليها الإدارة من مكتب البريد العام في لندن عام 1851 إلا أن كل مستعمرة أصدرت طوابعها الخاصة حتى انضمامها إلى الاتحاد. وتوقفت جميع المستعمرات عن إصدار طوابع البريد بعد الاتحاد.

### كولومبيا البريطانية

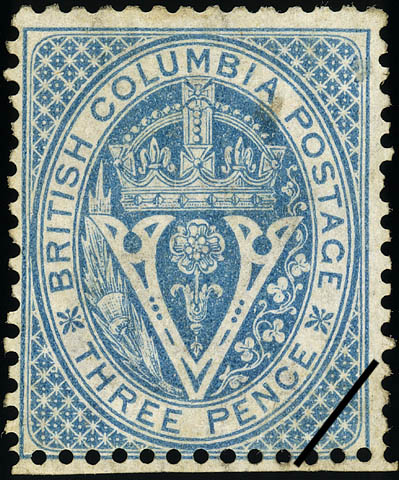
طابع بريدي من كولومبيا البريطانية يعود تاريخه إلى عام 1865

أصدرت مستعمرتا كولومبيا البريطانية وجزيرة فانكوفر طوابع بريدية مشتركة سارية المفعول في كلتا المستعمرتين عام 1860. وفي عام 1865 أصدرت كل مستعمرة سلسلتها الخاصة. وبعد دمج المستعمرتين عام 1866 أصدرت المستعمرة المتحدة طوابع بريدية من عام 1867 إلى عام 1869.

### مقاطعة كندا
بدأت مقاطعة كندا في إصدار الطوابع في 23 أبريل عام 1851. كانت الأولى بقيم 3 بنسات و6 بنسات و12 بنسا. صمم السير ساندفورد فليمنج طابع القندس ذو الثلاثة بنسات الذي يصور قندسًا في إطار بيضاوي ويعتبر أول طابع بريد كندي. كان أول طابع يصور حيوانًا وليس ملكًا. كان أول طابع بريد رسمي في أي مكان يصور حيوانًا، مع أن طابع بريد مؤقت غير رسمي لمدير مكتب البريد من سانت لويس بولاية ميسوري أظهر دببين في عام 1845. كان الطابع 6 بنسات صورة للأمير ألبرت من رسم للسيد ويليام دروموند. أٌعيد إنتاج الطابع 12 بنسا (شلن واحد) من لوحة كاملة الطول للملكة فيكتوريا رسمها ألفريد إدوارد شالون. أٌنتجت الطوابع الثلاثة من قبل شركة راودون ورايت وهاتش وإدسون في نيويورك.
في أبريل 1851، كان سعر الرسائل الداخلية إلى كندا ونوفا سكوشا ونيو برونزويك وكيب بريتون وجزيرة الأمير إدوارد 3 بنسات لكل ½ أونصة. أما الرسائل إلى الولايات المتحدة الأمريكية فكانت 6 بنسات لكل ½ أونصة، باستثناء كاليفورنيا وأوريغون، حيث كان السعر 9 بنسات لكل ½ أونصة. صدرت الإصدارات الأولى على ورق مصقول ، والذي لم يكن يلتصق جيدًا بالمظاريف؛ ولذلك تحول الطابعون في عام 1852 إلى الورق المنسوج . كانت جميع هذه الطوابع المبكرة إصدارات غير مثقوبة. تُعد هذه الإصدارات المبكرة على ورق مصقول نادرة جدًا؛ حيث لم يُصدر سوى 1450 نسخة من فئة 12 بنسا. قد تُباع النسخ اليوم، حسب حالتها، مقابل 50,000 دولار أمريكي أو أكثر.
بين عامي 1852 و1857 أصدرت هيئة البريد فئات جديدة: نصف بنس و7 بنسات ونصف، و10 بنسات، مع إزالة فئة الاثني عشر بنسا. كان أول بنسين يحملان صورة الملكة فيكتوريا بينما تحمل فئة العشرة بنسات صورة جاك كارتييه. كان من غير المألوف أن تُسمى فئة السبعة بنسات ونصف أيضًا "ستة بنسات إسترلينية". وفي عام 1858 صدرت أول طوابع بريدية مثقبة بفئات نصف بنس وثلاثة بنسات وستة بنسات، وكانت تحمل صور الملكة فيكتوريا وقندس وصاحب السمو الملكي الأمير ألبرت.
في عام 1859 اعتمدت المقاطعة نظامًا نقديًا عشريًا واحدًا مما استدعى أيضًا إصدار طوابع جديدة. بين عامي 1859 و1864 أنتجت شركة الأوراق النقدية الأمريكية في نيويورك سبعة طوابع جديدة بفئات: ١ سنت و٢ سنت و٥ سنتات و١٠ سنتات و١٢.٥ سنت و١٧ سنتًا. وبوجه عام استُخدمت نفس التصاميم الموجودة سابقا. وكانت هذه آخر الطوابع التي أُنتجت لمقاطعة كندا.

### نيو برونزويك
أصدرت نيو برونزويك أول طوابع بريدية عام 1851 وكانت غير مثقوبة ومُقوّمة بالبنسات. تألفت من إصدارات حمراء من فئة 3 بنسات وأصفر زيتوني من فئة 6 بنسات وحمراء بنفسجية زاهية من فئة 1/2وبنفسجية باهتة من فئة 1/2 جميعها على ورق مزرق. كانت جميع الطوابع الأربعة على شكل ماسة وتحمل شعار نيو برونزويك. وفي عام 1860 صدرت ستة طوابع بريدية جديدة مُقوّمة بالسنتات. صوّرت فئة 1 سنت قاطرة بخارية وفئات 2 سنت و5 سنتات و10 سنتات الملكة فيكتوريا في شبابها، بينما صوّرت فئة 12 سنتًا ونصف باخرة وفئة 17 سنتًا أمير ويلز بزيّ المرتفعات.

### نيوفاوندلاند

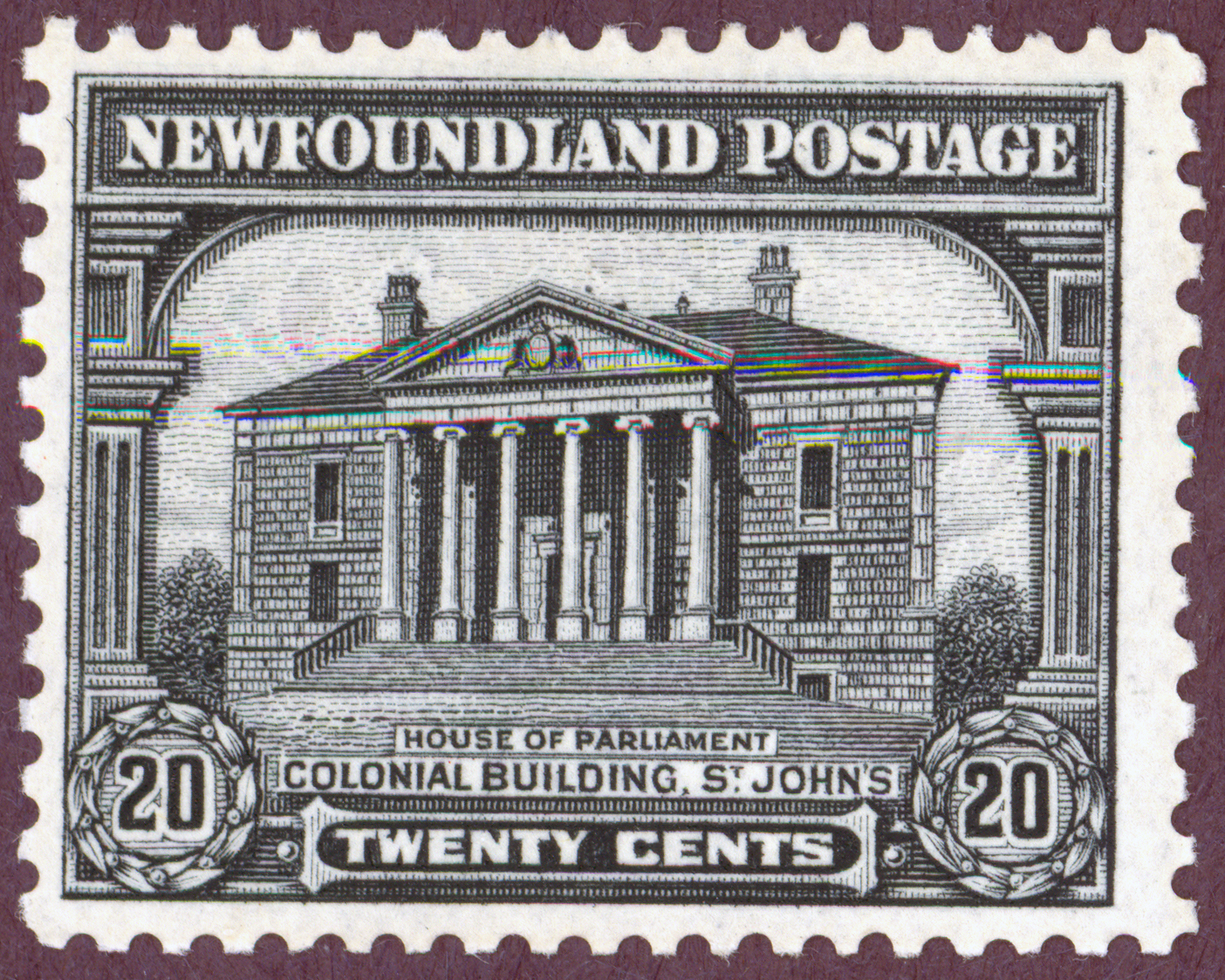
طابع بريدي من نيوفاوندلاند بقيمة 20 سنتًا يعود لعام 1928

كان لمستعمرة نيوفاوندلاند ثم مملكة نيوفاوندلاند تاريخٌ يمتد لتسعين عامًا في إصدار الطوابع البريدية. صدرت أول إصداراتها عام 1857 وآخرها عام 1947 أي قبل عامين من انضمام نيوفاوندلاند إلى الاتحاد. ولا تزال طوابع نيوفاوندلاند صالحةً للبريد المُرسَل في أي مكان في كندا.

### نوفا سكوشا
صدر أول إصدار في نوفا سكوشا من عام 1851 إلى عام 1857 بالبنسات. أما الإصدار الثاني فكان بالسنتات من عام 1861 إلى عام 1863.

### جزيرة الأمير إدوارد
أصدرت جزيرة الأمير إدوارد طوابع بالبنسات من عام 1862 إلى عام 1865 وسلسلة ثانية من عام 1868 إلى عام 1870. وأصدرت السلسلة الثالثة بالسنتات في عام 1872.

## كندا

### العصر الفيكتوري

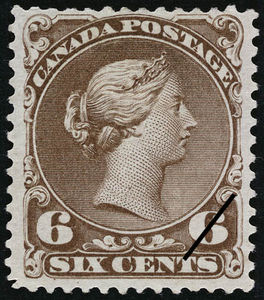
طابع بريدي بقيمة 6 سنتات من عام 1868 بعنوان "الملكة الكبيرة"

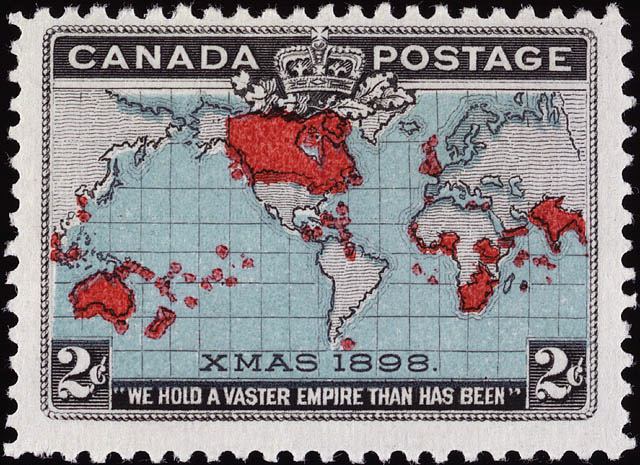
طابع خريطة "عيد الميلاد" الكندي لعام 1898

ظهرت الدومينيون في الأول من يوليو عام 1867 مُجمّعةً من مستعمراتٍ كان لكلٍّ منها طوابعها الخاصة. لذا، أصدرت الحكومة الجديدة سلسلةً جديدةً من الطوابع في الأول من أبريل عام 1868 مُلغيةً جميع الإصدارات السابقة. حملت هذه الطوابع صورةً للملكة فيكتوريا مستوحاةً من نقشٍ للفنان تشارلز هنري جينز وأصبحت تُعرف لدى هواة جمع الطوابع باسم " الملكات الكبيرات ". تراوحت قيمتها بين نصف سنت و١٥ سنتًا. وبينما طُبعت معظمها على ورقٍ منسوج، طُبعت أيضًا بعض الطوابع من فئة سنت واحد وسنتين وثلاثة سنتات على ورقٍ مُبطّن. ولا يُعرف سوى ثلاثة نماذج من طابع الملكة الكبير الكندي فئة سنتين على ورقٍ مُبطّن مما يجعله أندر طابعٍ في كندا.
باستثناء فئة ال15 سنتًا التي كانت مستخدمة حتى عام 1897 كان عمر طوابع "الملكات الكبيرة" قصيرًا نسبيًا. حيث استُبدلت عام 1870 بطوابع " الملكات الصغيرة" وهي طوابع أصغر حجمًا بنفس التصميم الأساسي اعتُمدت لإنتاج المزيد من الطوابع بسرعة أكبر. صدرت طوابع "الملكات الصغيرة" في عدد من الطبعات بين عامي 1870 و1897. في عام 1893 صدرت طوابع من فئة 20 سنتًا و50 سنتًا تحمل صورة فيكتوريا.
عندما أصبحت جزيرة الأمير إدوارد مقاطعة كندية عام 1873 باعت جميع طوابعها السابقة على الاستقلال الكندي بأسعار مخفضة مما أدى إلى إغراق السوق بأكثر من مليون ونصف طابع رخيص. ولأن هذه الطوابع كانت شبه معدومة القيمة لم يكن لدى المزورين أي مبرر لنسخها. أما اليوم فنظرًا لصعوبة العثور على نسخ مزورة من طوابع جزيرة الأمير إدوارد مقارنةً بالأصل أصبحت هذه النسخ المزورة أكثر قيمة. تحتفظ مكتبة وأرشيف كندا بنسخة مزورة مطبوعة بالحجر من طابع يعود لعام 1870 يحمل نقشًا للملكة فيكتوريا.
في عام 1897 حصلت شركة الأوراق النقدية الأمريكية على عقد طباعة طوابع لكندا واستمر هذا العقد حتى عام 1923. كانت أولى مهام الشركة طباعة سلسلة طوابع تذكارية لكندا بمناسبة اليوبيل الماسي، احتفالاً بالذكرى الستين للملكة فيكتوريا والذكرى الثلاثين للاتحاد. كان التصميم عبارة عن رسم متوازي لصورة شالون للملكة فيكتوريا الشابة وصورة مشابهة لها التقطها ألكسندر باسانو عام 1887. تضمنت السلسلة 16 فئة تتراوح قيمتها بين نصف سنت وخمسة دولارات، وهو مبلغ باهظ آنذاك، وكان يستهدف هواة جمع الطوابع أكثر من هواة البريد. لم يُبع سوى 9937 طابعًا من فئة الأربعة دولارات وهي نادرة وباهظة الثمن اليوم.
شهد عام 1897 أيضًا إصدار "ورقة القيقب" وهي طوابع عادية بتصميم مركزي مستوحى من صورة تذكارية للملكة فيكتوريا مع أوراق قيقب في كل زاوية. لم يُستخدم هذا الإصدار سوى بضعة أشهر قبل استبداله بتصميم مُعدّل استبدل الأوراق السفلية بأرقام ذات قيمة بدافع من السكان الناطقين بالفرنسية الذين وجدوا صعوبة في قراءة الفئة النصية على التصميم الأصلي. (اشترط الاتحاد البريدي العالمي استخدام الأرقام العربية في عام 1907).
في عام 1898 اتُّخذت خطوة أولى نحو تطبيق رسوم البريد الإمبراطوري بالبنسات عندما اتفقت عدة دول على سعر موحد قدره بنس واحد (٢ سنت في كندا). أصدرت كندا طابعًا بريديًا مميزًا يُصوِّر خريطة للعالم أجمع مع تمييز الممتلكات البريطانية باللون الأحمر وكُتِبَ عليها "عيد الميلاد ١1898" (دخل السعر حيز التنفيذ يوم عيد الميلاد)، و"نملك إمبراطورية أوسع مما كانت عليه" أسفله، وهو سطر مُقتبس من "أغنية الإمبراطورية" للسير لويس موريس عام 1887. تميّز الطابع بكونه أول طابع بريدي متعدد الألوان في كندا، بالإضافة إلى التنوع الهائل في التظليل الأحمر، مما أدى إلى تناقضات جغرافية مُسلية.

### إدوارد السابع
عند تولي الملك إدوارد السابع العرش، احتفاظ بورقة القيقب الأساسية ولكن حُدّثت بصورة إدوارد مرتديًا رداء الدولة المصنوع من فرو القاقم. صدرت سبعة طوابع بريدية تحمل صورة إدوارد السابع، مستوحاة من لوحة تتويجه بين عامي 1903 و1908. بالإضافة إلى ذلك صدر طابع بريدي تذكاري بمناسبة الذكرى المئوية الثالثة لمقاطعة كيبيك عام 1908 يحمل صورة إدوارد السابع والملكة ألكسندرا. شهدت هذه الفترة أولى تجارب كندا في استخدام طوابع اللفائف.

### جورج الخامس

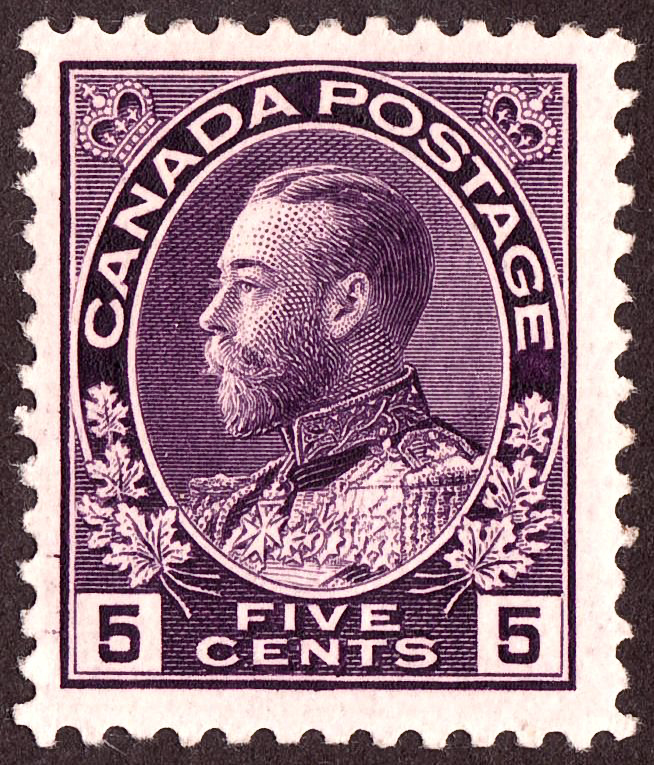
طابع بريدي بقيمة 5 سنتات من عهد جورج الخامس يعود لعام 1922

صُوّر الملك جورج الخامس في عام 1911 كأميرال للأسطول في تصميم يحظى بالإعجاب على نطاق واسع واستمر استخدامه حتى عام 1928.
شهد عام 1928 إصدار "الإصدار المخطوط "، الذي سُمي بهذا الاسم لأن كلمة "كندا" ظهرت في مخطوطة أعلى الطوابع. كان هذا أول إصدار ثنائي اللغة. تُعد الصور من بين أروع الطوابع التي أُنتجت على الإطلاق وخاصةً طابع "بلونوز" بقيمة 50 سنتًا والذي يُصوّر السفينة الشراعية الأسطورية "بلونوز".
كان إصدار "آرتش" لعام ١٩٣٠ أنيقًا بنفس القدر. أما الإصدار الأخير لجورج الخامس، الصادر عام 1935 فقد سُمي "إصدار القالب المؤرخ" لأن السنة ظهرت بخط صغير جدًا في التصميم.

### إدوارد الثامن
لم يُصدر أي طابع خلال عهد إدوارد الثامن لأنه تنازل عن العرش قبل حفل التتويج.

### جورج السادس

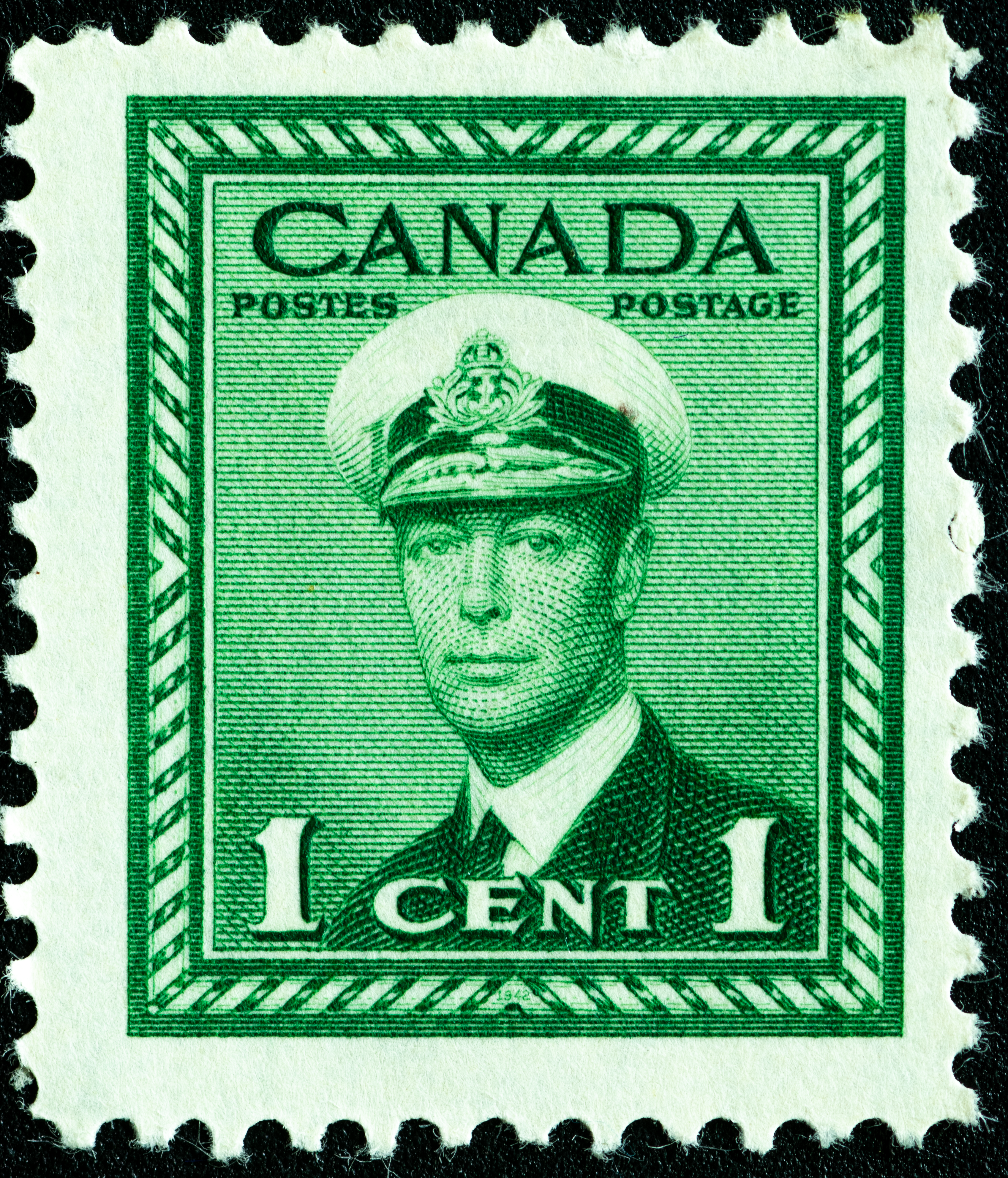
طابع بريدي بقيمة سنت واحد لجورج السادس يعود لعام 1942

استُخدم مفهوم القالب المؤرخ أيضًا عام 1937 في الطوابع الصادرة للملك جورج السادس الذي تُوّج حديثًا. وفي مايو 1939 صدرت مجموعة من ثلاثة طوابع تذكارية تخليدًا للزيارة الملكية. وكان غلاف تذكاري متاحًا يحمل ختم البريد الصادر من القطار الملكي.
بعد فترة وجيزة من انغماس الإمبراطورية البريطانية في الحرب سلّط عدد الحرب لعام 1942 الضوء على مساهمات كندا. وبينما أظهرت القيم المنخفضة الملك مرتديًا زيّ القوات المسلحة المختلفة أظهرت القيم الأعلى دور كندا في زراعة الغذاء وإنتاج الذخائر، بما في ذلك دبابة رام وكورفيت ومدمرة.
في عام 1946 سلط إصدار "السلام " الضوء على الأحداث والأنشطة الاقتصادية في جميع أنحاء البلاد. ومنذ أواخر الأربعينيات أصبح إصدار الطوابع التذكارية حدثًا منتظمًا حيث صدر طابعان عام 1947 ثم ازداد تدريجيًا. صدرت آخر الطوابع التذكارية العادية لجورج السادس عام 1951.

### إليزابيث الثانية

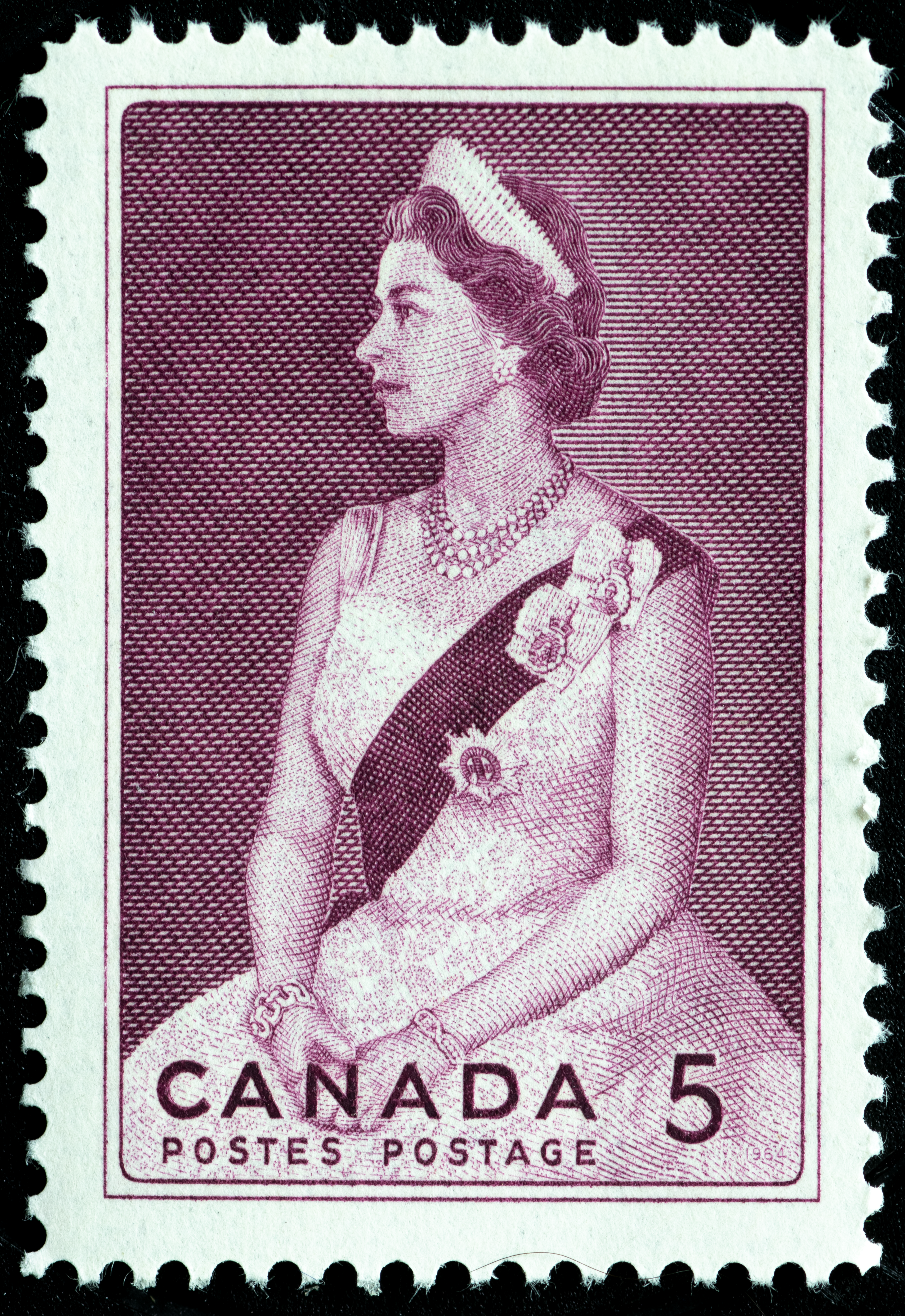
طابع بريدي يعود لعام 1964 يحمل صورة إليزابيث الثانية

كان أول إصدار نهائي لعهد إليزابيث الثانية مبنيًا على صورة ليوسف كارش وأُصدر على خلفية عادية بخمس قيم في الأول من مايو 1953.
استُبدلت سلسلة كارش في العام التالي بتصميم جديد مستوحى من صورة دوروثي وايلدينج، والذي استُخدم أيضًا في المملكة المتحدة. صدرت فئة 5 سنتات في الأول من أبريل مع تطبيق سعر البريد المحلي الجديد من الدرجة الأولى. ثم طُرحت خمس فئات إضافية في هذه السلسلة في العاشر من يونيو. مع هذه السلسلة بدأت هيئة البريد بتجربة الفلورسنت على الطوابع مما أدى إلى ظهور عدد من الأنواع الصعبة خلال فترة هذه السلسلة والسلسلتين التاليتين.
استُبدلت سلسلة وايلدينغ بسلسلة "كاميو" بتصميم أفقي من تصميم إرنست روش. بدأت السلسلة بفئة 5 سنتات في 10 مارس 1962. ثم صدرت فئات 1 سنت و4 سنتات في 2 أبريل 1963 وتبعتها فئات 2 سنت و3 سنتات في 2 مايو.
منذ ستينيات القرن الماضي شجعت سياسات الطوابع الكندية إصدار عدد كبير نسبيًا من الطوابع التذكارية الفردية بقيمتها السائدة من الدرجة الأولى. وقد اعتمدت كندا في إصداراتها التذكارية على نطاق واسع أعمال فنانين مشهورين ولم تستخدم صورًا لأشخاص أحياء على طوابعها حتى وقت قريب جدًا.
كانت السلاسل النهائية عادةً مزيجًا من أنواع التصميم كل منها ينطبق على مجموعة من القيم. على سبيل المثال ركزت السلاسل النهائية في أواخر الثمانينيات على الحياة البرية المحلية بقيم تصل إلى 80 سنتًا والعمارة الكندية بقيم الدولا، بينما استخدمت سلاسل أوائل التسعينيات التوت لأدنى القيم وأشجار الفاكهة للقيم الأعلى واستمرت في استخدام العمارة لأعلى القيم.
في ديسمبر 2003 أصدر بريد كندا طابعًا بريديًا جديدًا بقيمة 49 سنتًا يحمل صورة الملكة إليزابيث الثانية مستخدمًا صورة التقطها نجم الروك برايان آدامز. وفي عام 2005 صدر طابع بريدي مماثل بفئة 50 سنتًا وفئة 51 سنتًا في عام 2006 (انظر طابع الملكة إليزابيث الثانية المميز (كندا)).

### تشارلز الثالث
كُشف عن أول إصدار نهائي لعهد تشارلز الثالث بواسطة بريد كندا في 5 مايو 2023 وأصبح متاحًا للشراء في 8 مايو 2023. يتميز الطابع النهائي بصورة لجلالة الملك تشارلز الثالث أمير ويلز آنذاك، بواسطة المصور آلان شوكروس.